# Canon de 37 mm modèle 1916 TR
Pour les articles homonymes, voir Canon de 37 mm.
 (septembre 2020).
Si vous disposez d'ouvrages ou d'articles de référence ou si vous connaissez des sites web de qualité traitant du thème abordé ici, merci de compléter l'article en donnant les références utiles à sa vérifiabilité et en les liant à la section « Notes et références ».
Le canon de 37mm modèle 1916 TR ("Tir Rapide") sur affut trépied à usage de l'infanterie développé par les  Ateliers de Puteaux (APX) en 1916 est un canon de soutien d'infanterie français, utilisé pour la première fois en 1916 lors de la bataille de la Somme pendant la Première Guerre mondiale. 
Le but tactique de ce canon d'accompagnement est la destruction des nids de mitrailleuses. Il fut également utilisé sur des avions tels que le Beardmore W.B.V, le Salmson-Moineau SM.1, le  SPAD S.XII.

## Descriptif
Le calibre 37mm est le plus petit calibre autorisé par la Convention de La Haye de 1899 pour l'utilisation d'obus explosifs.
Le canon de 37mm est monté sur un trépied, sur lequel des roues peuvent être fixées pour le transport. Lors des combats, les canons sont transportés par quatre hommes, après avoir été divisés en deux charges pour deux personnes - le canon et le mécanisme de recul pesant 47kg et l'affut d'une masse de 38 kg. Certains canons sont équipés d'un bouclier et disposent d'un viseur télescopique amovible. Le bloc de culasse du canon de 37mm est une version plus petite de la version du canon français de 75mm.
La pièce de 37mm est servie par un pointeur et un chargeur dirigés par un sous-officier. Le canon est approvisionné par 4 pourvoyeurs. Le canon a une cadence de tirs de 15 coups par minute. Le tir standard est le tir direct, néanmoins il peut également être utilisé en tir indirect.

## Historique

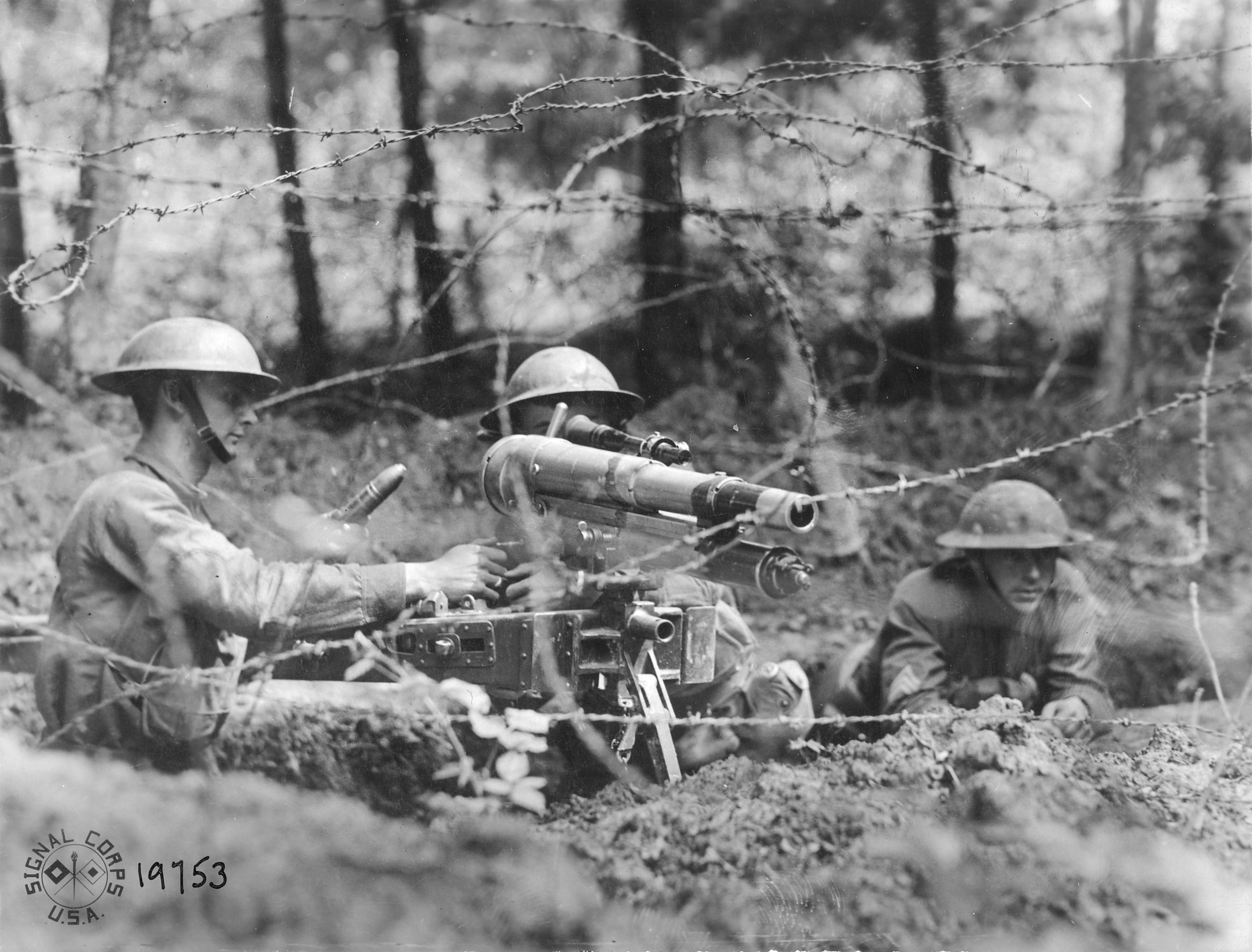
Un canon des forces américaines en juin 1918.

Les années 1914 et 1915 montrent que la progression de l'infanterie française lors des attaques est souvent bloquée par des nids de mitrailleuses non détruits par l'artillerie générant des pertes sévères. Pour remédier à ce constat, un canon d'infanterie de 37mm est fourni par bataillon. La force de pénétration de l'obus permet de traverser une épaisseur de 3 sacs de terre, un blindage en bois ou une plaque d'acier. Le canon est utilisé dans les phases défensives pour détruire les créneaux, les observatoires tandis qu'en phase offensive le canon n'entre en action qu'au dernier moment pour détruire les nids de mitrailleuses restant et couvrir les flancs de l'attaque.
Ce canon a également été employé par le American Expeditionary Force lors de son engagement sur le front de l'Ouest. Durant l'entre-deux-guerres, les forces armées des États-Unis continuent à utiliser cette arme pour des raisons budgétaires. En 1941, les compagnies d'obusiers des régiments d'infanterie sont dissoutes et converties en peloton antichars. Certains de ces canons ont néanmoins été employés lors de la bataille des Philippines en 1941 comme arme antichar.

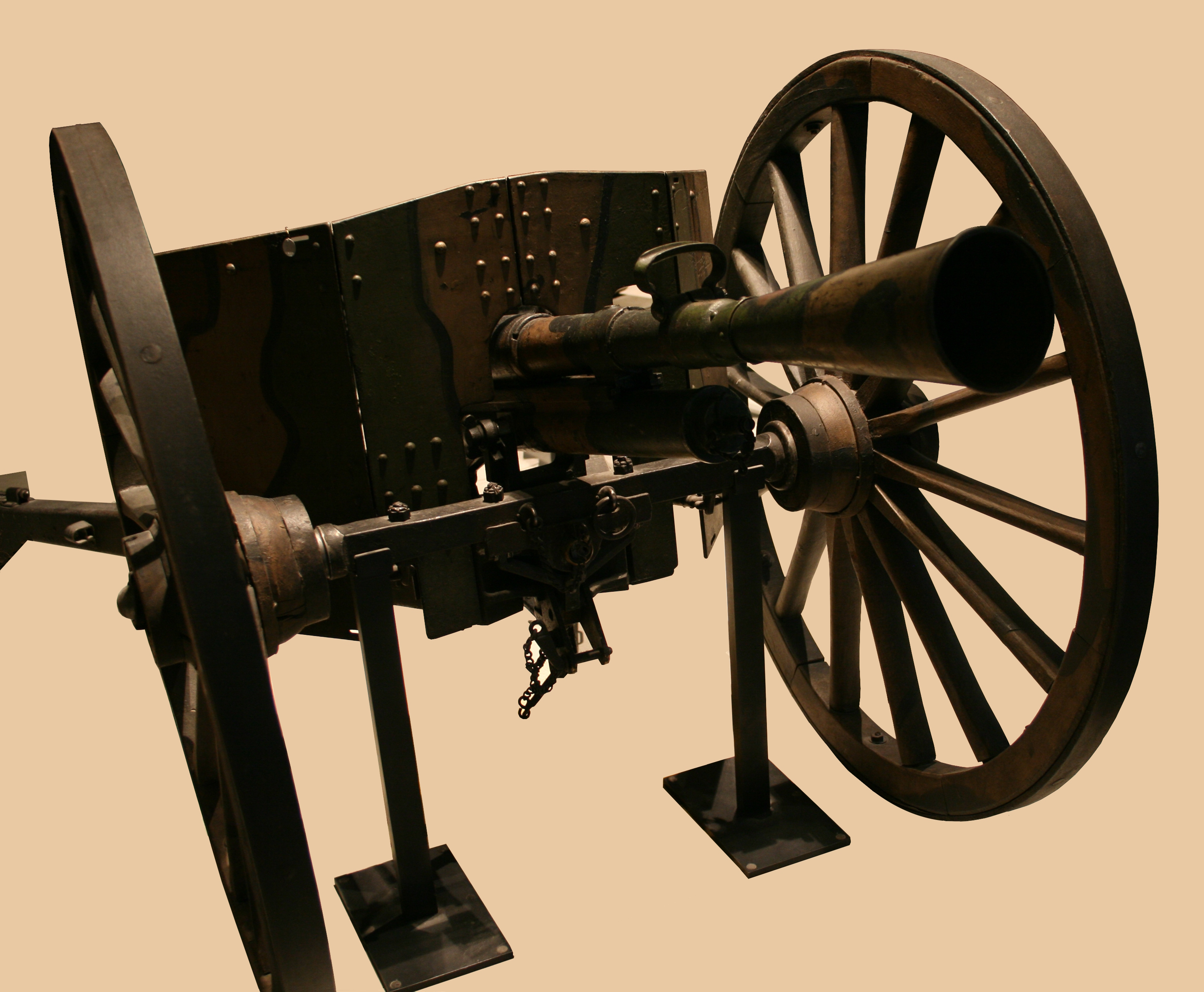
Canon d’infanterie à tir rapide de 37 mm TRP Mle 1916 sur roues exposé au musée de l'Armée à Paris.

En 1940, l'armée française utilise ce canon en complément du canon antichar Hotchkiss de 25 mm en nombre insuffisant. Après la défaite de la France contre l'Allemagne, la Wehrmacht a utilisé le TRP sous la désignation 3,7 cm IG 152 (f).
Durant la guerre d'Indochine, plusieurs de ces canons ont été utilisés par le Việt Minh.